# 神石郡
- 令制国一覧 > 山陽道 > 備後国 > 神石郡
- 日本 > 中国地方 > 広島県 > 神石郡

神石郡（じんせきぐん）は、広島県（備後国）の郡。
人口7,269人、面積381.98km²、人口密度19人/km²。（2025年3月1日、推計人口）
以下の1町を含む。
- 神石高原町（じんせきこうげんちょう）

## 郡域
1878年（明治11年）に行政区画として発足した当時の郡域は、下記の区域にあたる。
- 庄原市の一部（東城町新免・東城町三坂）
- 神石高原町の大部分（桑木・階見および父木野・坂瀬川の各一部を除く）

## 歴史
郡名の由来としては神事が行われた土地を意味するというものや、古代日本語で「石の多い谷」の意とするものがありはっきりしていない。古代には「かめし」と発音された。

### 近世以降の沿革
- 「旧高旧領取調帳」に記載されている明治初年時点での支配は以下の通り。幕府領は倉敷代官所が管轄。（38村）

| 知行   | 知行       | 村数 | 村名 |
| ------ | ---------- | ---- | --- |
| 幕府領 | 幕府領     | 1村  | 古川村 |
| 藩領   | 備後福山藩 | 15村 | 時安村、坂瀬川村、亀石村、大矢村、井関村、近田村、花済村、上野村、李村、上豊松村、中平村、東有木村、西有木村、小野村、笹尾村                                                         |
| 藩領   | 豊前中津藩 | 22村 | 安田村、西油木村、東油木村、下豊松村、新免村、三坂村、永野村、草木村、阿下村、光信村、小畠村、常光村、光末村、父木野村、上村、高蓋村、木津和村、田頭村、福永村、牧村、高光村、相渡村 |

- 慶応4年5月16日（1868年7月5日） - 幕府領が倉敷県の管轄となる。
- 明治4年
  - 7月14日（1871年8月29日） - 廃藩置県により、藩領が福山県、中津県の管轄となる。
  - 11月15日（1871年12月26日） - 第1次府県統合により、全域が深津県の管轄となる。
- 明治5年6月5日（1872年7月10日） - 深津県が改称して小田県となる。
- 明治8年（1875年）（36村）
  - 12月20日 - 岡山県の管轄となる。
  - 西油木村・東油木村が合併して油木村となる。
  - 東有木村・西有木村が合併して有木村となる。
- 明治9年（1876年）4月18日 - 広島県の管轄となる。
- 明治11年（1878年）11月1日 - 郡区町村編制法の広島県での施行により、行政区画としての神石郡が発足。郡役所が小畠村に設置。
- 明治22年（1889年）4月1日 - 町村制の施行により、以下の各村が発足。［ ］は合併した村。特記以外は全域が現・神石高原町。（30村）
  - 油木村［油木村・安田村］、来見村［坂瀬川村・時安村・井関村・大矢村］、上野村、近田村、花済村、李村、小畠村、上村、阿下村、常光村、亀石村、上豊松村、下豊松村、中平村、有木村、笹尾村、小野村
  - 新坂村 ［新免村・三坂村］（現・神石高原町、庄原市）
  - 永渡村［相渡村・永野村］、高光村、古川村、牧村、草木村、福永村、田頭村、高蓋村、木津和村、父木野村、光末村、光信村
- 明治30年（1897年）7月11日（23村）
  - 上野村・近田村・花済村・李村が合併して仙養村が発足。
  - 上豊松村・下豊松村・中平村・有木村・笹尾村が合併して豊松村が発足。
- 明治32年（1899年）7月1日 - 郡制を施行。「芦品神石甲奴郡役所」が芦品郡府中町に設置され、同郡・甲奴郡とともに管轄[要出典]。油木村に郡役所が置かれる[注釈 1]。
- 大正6年（1917年）8月1日 - 油木村が町制施行して油木町となる。（1町22村）
- 大正12年（1923年）4月1日 - 郡会が廃止。郡役所は存続。
- 大正15年（1926年）7月1日 - 郡役所が廃止され、内務省告示第82号により神石支庁が設置される。
- 昭和15年（1940年）11月10日 - 牧村・草木村・福永村・田頭村が合併し、改めて牧村が発足。（1町19村）
- 昭和17年（1942年）4月1日 - 小畠村・上村・阿下村・常光村・亀石村が合併し、改めて小畠村が発足。（1町15村）
- 昭和18年（1943年）4月1日 - 高光村・古川村が合併し、改めて高光村が発足。（1町20村）
- 昭和19年（1944年）1月1日 - 高蓋村・木津和村・父木野村・光末村・光信村が合併し、改めて高蓋村が発足。（1町10村）
- 昭和24年（1949年）7月1日 - 高蓋村が芦品郡大正村の一部（桑木）を編入。
- 昭和29年（1954年）
  - 3月31日 - 高蓋村が甲奴郡階見村の一部を編入。
  - 11月3日 - 高光村・牧村が合併して神石町が発足。（2町8村）
- 昭和30年（1955年）
  - 3月31日（3町4村）
    - 永渡村が神石町に編入。
    - 来見村・小畠村・高蓋村が合併して三和町が発足。

  - 4月1日（3町2村）
    - 油木町・小野村および新坂村の一部（新免・三坂の各一部）が合併し、改めて油木町が発足。
    - 新坂村の残部が比婆郡小奴可村・八幡村・田森村・東城町・久代村・帝釈村と合併し、改めて比婆郡東城町が発足、郡より離脱。
- 昭和31年（1956年）3月31日 - 油木町・仙養村が合併し、改めて油木町が発足。（3町1村）
- 昭和34年（1959年）7月1日 - 三和町が芦品郡藤尾村の一部[2]を編入。
- 平成16年（2004年）11月5日 - 油木町・神石町・豊松村・三和町が合併して神石高原町が発足。（1町）

### 変遷表
| 明治以前      | 明治以前     | 明治8年       | 明治22年 4月1日 町村制施行 | 明治22年 - 明治45年             | 大正元年 - 昭和20年       | 昭和21年 - 昭和30年          | 昭和21年 - 昭和30年               | 昭和31年 - 昭和64年          | 平成元年 - 現在              | 現在          |
| ------------- | ------------ | ------------- | -------------------------- | ------------------------------- | ------------------------- | ---------------------------- | --------------------------------- | ---------------------------- | ---------------------------- | ------------- |
| 西油木村      | 西油木村     | 油木村        | 油木村                     | 油木村                          | 大正6年8月1日 町制 油木町 | 油木町                       | 昭和30年4月1日 油木町             | 昭和31年3月31日 油木町       | 平成16年11月5日 神石高原町   | 神石高原町    |
| 東油木村      |              | 油木村        | 油木村                     | 油木村                          | 大正6年8月1日 町制 油木町 | 油木町                       | 昭和30年4月1日 油木町             | 昭和31年3月31日 油木町       | 平成16年11月5日 神石高原町   | 神石高原町    |
| 安田村        | 安田村       | 安田村        | 油木村                     | 油木村                          | 大正6年8月1日 町制 油木町 | 油木町                       | 昭和30年4月1日 油木町             | 昭和31年3月31日 油木町       | 平成16年11月5日 神石高原町   | 神石高原町    |
| 新免村        | 一部         | 新免村        | 新坂村                     | 新坂村                          | 新坂村                    | 新坂村                       | 昭和30年4月1日 油木町             | 昭和31年3月31日 油木町       | 平成16年11月5日 神石高原町   | 神石高原町    |
| 新免村        | 一部         | 新免村        | 新坂村                     | 新坂村                          | 新坂村                    | 新坂村                       | 昭和30年4月1日 比婆郡東城町の一部 | 比婆郡東城町の一部           | 平成17年3月31日 庄原市の一部 | 庄原市 の一部 |
| 三坂村        | 一部         | 三坂村        | 新坂村                     | 新坂村                          | 新坂村                    | 新坂村                       | 昭和30年4月1日 比婆郡東城町の一部 | 比婆郡東城町の一部           | 平成17年3月31日 庄原市の一部 | 庄原市 の一部 |
| 三坂村        | 一部         | 三坂村        | 新坂村                     | 新坂村                          | 新坂村                    | 新坂村                       | 昭和30年4月1日 油木町             | 昭和31年3月31日 油木町       | 平成16年11月5日 神石高原町   | 神石高原町    |
| 小野村        | 小野村       | 小野村        | 小野村                     | 小野村                          | 小野村                    | 小野村                       | 昭和30年4月1日 油木町             | 昭和31年3月31日 油木町       | 平成16年11月5日 神石高原町   | 神石高原町    |
| 上野村        | 上野村       | 上野村        | 上野村                     | 明治30年7月11日 仙養村          | 仙養村                    | 仙養村                       | 仙養村                            | 昭和31年3月31日 油木町       | 平成16年11月5日 神石高原町   | 神石高原町    |
| 近田村        | 近田村       | 近田村        | 近田村                     | 明治30年7月11日 仙養村          | 仙養村                    | 仙養村                       | 仙養村                            | 昭和31年3月31日 油木町       | 平成16年11月5日 神石高原町   | 神石高原町    |
| 花済村        | 花済村       | 花済村        | 花済村                     | 明治30年7月11日 仙養村          | 仙養村                    | 仙養村                       | 仙養村                            | 昭和31年3月31日 油木町       | 平成16年11月5日 神石高原町   | 神石高原町    |
| 李村          | 李村         | 李村          | 李村                       | 明治30年7月11日 仙養村          | 仙養村                    | 仙養村                       | 仙養村                            | 昭和31年3月31日 油木町       | 平成16年11月5日 神石高原町   | 神石高原町    |
| 上豊松村      | 上豊松村     | 上豊松村      | 上豊松村                   | 明治30年7月11日 豊松村          | 豊松村                    | 豊松村                       | 豊松村                            | 豊松村                       | 平成16年11月5日 神石高原町   | 神石高原町    |
| 下豊松村      | 下豊松村     | 下豊松村      | 下豊松村                   | 明治30年7月11日 豊松村          | 豊松村                    | 豊松村                       | 豊松村                            | 豊松村                       | 平成16年11月5日 神石高原町   | 神石高原町    |
| 東有木村      | 東有木村     | 有木村        | 有木村                     | 明治30年7月11日 豊松村          | 豊松村                    | 豊松村                       | 豊松村                            | 豊松村                       | 平成16年11月5日 神石高原町   | 神石高原町    |
| 西有木村      |              | 有木村        | 有木村                     | 明治30年7月11日 豊松村          | 豊松村                    | 豊松村                       | 豊松村                            | 豊松村                       | 平成16年11月5日 神石高原町   | 神石高原町    |
| 中平村        | 中平村       | 中平村        | 中平村                     | 明治30年7月11日 豊松村          | 豊松村                    | 豊松村                       | 豊松村                            | 豊松村                       | 平成16年11月5日 神石高原町   | 神石高原町    |
| 笹尾村        | 笹尾村       | 笹尾村        | 笹尾村                     | 明治30年7月11日 豊松村          | 豊松村                    | 豊松村                       | 豊松村                            | 豊松村                       | 平成16年11月5日 神石高原町   | 神石高原町    |
| 高光村        | 高光村       | 高光村        | 高光村                     | 高光村                          | 昭和18年4月1日 高光村     | 昭和29年11月3日 神石町       | 昭和29年11月3日 神石町            | 神石町                       | 平成16年11月5日 神石高原町   | 神石高原町    |
| 古川村        | 古川村       | 古川村        | 古川村                     | 古川村                          | 昭和18年4月1日 高光村     | 昭和29年11月3日 神石町       | 昭和29年11月3日 神石町            | 神石町                       | 平成16年11月5日 神石高原町   | 神石高原町    |
| 牧村          | 牧村         | 牧村          | 牧村                       | 牧村                            | 昭和15年11月10日 牧村     | 昭和29年11月3日 神石町       | 昭和29年11月3日 神石町            | 神石町                       | 平成16年11月5日 神石高原町   | 神石高原町    |
| 草木村        | 草木村       | 草木村        | 草木村                     | 草木村                          | 昭和15年11月10日 牧村     | 昭和29年11月3日 神石町       | 昭和29年11月3日 神石町            | 神石町                       | 平成16年11月5日 神石高原町   | 神石高原町    |
| 福永村        | 福永村       | 福永村        | 福永村                     | 福永村                          | 昭和15年11月10日 牧村     | 昭和29年11月3日 神石町       | 昭和29年11月3日 神石町            | 神石町                       | 平成16年11月5日 神石高原町   | 神石高原町    |
| 田頭村        | 田頭村       | 田頭村        | 田頭村                     | 田頭村                          | 昭和15年11月10日 牧村     | 昭和29年11月3日 神石町       | 昭和29年11月3日 神石町            | 神石町                       | 平成16年11月5日 神石高原町   | 神石高原町    |
| 相渡村        | 相渡村       | 相渡村        | 永渡村                     | 永渡村                          | 永渡村                    | 永渡村                       | 永渡村                            | 昭和30年3月31日 神石町に編入 | 平成16年11月5日 神石高原町   | 神石高原町    |
| 永野村        | 永野村       | 永野村        | 永渡村                     | 永渡村                          | 永渡村                    | 永渡村                       | 永渡村                            | 昭和30年3月31日 神石町に編入 | 平成16年11月5日 神石高原町   | 神石高原町    |
| 坂瀬川村      | 坂瀬川村     | 坂瀬川村      | 来見村                     | 来見村                          | 来見村                    | 来見村                       | 昭和30年3月31日 三和町            | 三和町                       | 平成16年11月5日 神石高原町   | 神石高原町    |
| 時安村        | 時安村       | 時安村        | 来見村                     | 来見村                          | 来見村                    | 来見村                       | 昭和30年3月31日 三和町            | 三和町                       | 平成16年11月5日 神石高原町   | 神石高原町    |
| 井関村        | 井関村       | 井関村        | 来見村                     | 来見村                          | 来見村                    | 来見村                       | 昭和30年3月31日 三和町            | 三和町                       | 平成16年11月5日 神石高原町   | 神石高原町    |
| 大矢村        | 大矢村       | 大矢村        | 来見村                     | 来見村                          | 来見村                    | 来見村                       | 昭和30年3月31日 三和町            | 三和町                       | 平成16年11月5日 神石高原町   | 神石高原町    |
| 小畠村        | 小畠村       | 小畠村        | 小畠村                     | 小畠村                          | 昭和17年4月1日 小畠村     | 小畠村                       | 昭和30年3月31日 三和町            | 三和町                       | 平成16年11月5日 神石高原町   | 神石高原町    |
| 上村          | 上村         | 上村          | 上村                       | 上村                            | 昭和17年4月1日 小畠村     | 小畠村                       | 昭和30年3月31日 三和町            | 三和町                       | 平成16年11月5日 神石高原町   | 神石高原町    |
| 阿下村        | 阿下村       | 阿下村        | 阿下村                     | 阿下村                          | 昭和17年4月1日 小畠村     | 小畠村                       | 昭和30年3月31日 三和町            | 三和町                       | 平成16年11月5日 神石高原町   | 神石高原町    |
| 常光村        | 常光村       | 常光村        | 常光村                     | 常光村                          | 昭和17年4月1日 小畠村     | 小畠村                       | 昭和30年3月31日 三和町            | 三和町                       | 平成16年11月5日 神石高原町   | 神石高原町    |
| 亀石村        | 亀石村       | 亀石村        | 亀石村                     | 亀石村                          | 昭和17年4月1日 小畠村     | 小畠村                       | 昭和30年3月31日 三和町            | 三和町                       | 平成16年11月5日 神石高原町   | 神石高原町    |
| 高蓋村        | 高蓋村       | 高蓋村        | 高蓋村                     | 高蓋村                          | 昭和19年1月1日 高蓋村     | 高蓋村                       | 昭和30年3月31日 三和町            | 三和町                       | 平成16年11月5日 神石高原町   | 神石高原町    |
| 木津和村      | 木津和村     | 木津和村      | 木津和村                   | 木津和村                        | 昭和19年1月1日 高蓋村     | 高蓋村                       | 昭和30年3月31日 三和町            | 三和町                       | 平成16年11月5日 神石高原町   | 神石高原町    |
| 父木野村      | 父木野村     | 父木野村      | 父木野村                   | 父木野村                        | 昭和19年1月1日 高蓋村     | 高蓋村                       | 昭和30年3月31日 三和町            | 三和町                       | 平成16年11月5日 神石高原町   | 神石高原町    |
| 光末村        | 光末村       | 光末村        | 光末村                     | 光末村                          | 昭和19年1月1日 高蓋村     | 高蓋村                       | 昭和30年3月31日 三和町            | 三和町                       | 平成16年11月5日 神石高原町   | 神石高原町    |
| 光信村        | 光信村       | 光信村        | 光信村                     | 光信村                          | 昭和19年1月1日 高蓋村     | 高蓋村                       | 昭和30年3月31日 三和町            | 三和町                       | 平成16年11月5日 神石高原町   | 神石高原町    |
| 甲奴郡 階見村 | 一部         | 甲奴郡 階見村 | 甲奴郡 階見村              | 階見村                          | 階見村                    | 昭和29年3月31日 高蓋村に編入 | 昭和30年3月31日 三和町            | 三和町                       | 平成16年11月5日 神石高原町   | 神石高原町    |
| 芦田郡桑木村  | 芦田郡桑木村 | 芦田郡 桑木村 | 芦田郡 桑木村              | 明治31年10月1日 所属変更 芦品郡 | 大正2年2月1日 大正村      | 昭和24年7月1日 高蓋村に編入  | 昭和30年3月31日 三和町            | 三和町                       | 平成16年11月5日 神石高原町   | 神石高原町    |
| 芦田郡 藤尾村 | 一部         | 芦田郡 藤尾村 | 芦田郡 藤尾村              | 明治31年10月1日 所属変更 芦品郡 | 藤尾村                    | 藤尾村                       | 藤尾村                            | 昭和34年7月1日 三和町に編入  | 平成16年11月5日 神石高原町   | 神石高原町    |

## 行政
神石郡長
| 代 | 氏名 | 就任年月日                | 退任年月日                | 備考 |
| -- | ---- | ------------------------- | ------------------------- | ---- |
| 1  |      | 明治11年（1878年）11月1日 |                           |      |
|    |      |                           | 明治32年（1899年）4月30日 | 廃官 |

芦品・神石・甲奴郡長
| 代 | 氏名       | 就任年月日                | 退任年月日                | 備考                                |
| -- | ---------- | ------------------------- | ------------------------- | ----------------------------------- |
| 1  | 齋藤次郎   | 明治32年（1899年）5月1日  | 明治42年（1909年）6月24日 | 前職は芦田・品治・神石・甲奴郡長    |
| 2  | 小林正敏   | 明治42年（1909年）6月24日 | 明治45年（1912年）3月30日 | 前職は比婆郡長                      |
| 3  | 黒川林之助 | 明治45年（1912年）3月30日 | 大正4年（1915年）7月3日   | 前職は神石郡長                      |
| 4  | 藤崎供隣   | 大正4年（1915年）7月3日   | 大正9年（1920年）4月1日   | 前職は広島県警視                    |
| 5  | 石栗巍     | 大正9年（1920年）4月1日   | 大正12年（1923年）2月26日 | 前職は島根県飯石郡長                |
| 6  | 柏四郎九   | 大正12年（1923年）2月26日 | 大正15年（1926年）6月30日 | 前職は世羅郡長 郡役所廃止により廃官 |